# Spital (Gemeinde Weitra)
Spital ist eine Ortschaft und eine Katastralgemeinde der Stadt Weitra im Waldviertel in Niederösterreich mit 202 Einwohnern.

## Geographie
Das Dorf befindet sich etwa 4 km südöstlich von Weitra am Oberlauf des Weidenbaches, der unweit des westlichen Ortsendes aus dem Windhagberg 782 m ü. A. entspringt, und ist von Wäldern und Wiesen umgeben. Der Ort liegt abseits der im Norden und Osten vorbeiführenden Greiner Straße und schneidet damit die zur Ortschaft gehörenden Ortsteile Oberweidenhöfen und Kleinmühl vom Hauptort ab. Am 1. April 2020 umfasste die Ortschaft 78 Adressen.
Drei Kilometer westlich liegt St. Wolfgang und 1,5 km im Südosten befindet sich der Ort Mistelbach.

## Geschichte
Es handelt sich um einen der ältesten Orte des Waldviertels, der der Überlieferung nach ursprünglich „Schön Blumau“ hieß. Spital wurde wahrscheinlich Mitte des 12. Jahrhunderts gegründet und um 1200 durch Hadmar II. von Kuenring dem Johanniterorden in Prag geschenkt. Nachdem es der Kommende Mailberg inkorporiert worden war, wurde an der Gabelung des Böheim- und Polansteigs eine Herberge (Spital) für Pilger errichtet, womit der Ort seinen Namen erhielt.
Im Jahr 1822 wurde der Ort als Dorf mit 47 Häusern genannt, das über eine Pfarre und eine Schule verfügte. Die Herrschaft Mailberg besaß die Ortsobrigkeit und hatte die Grundherrschaft inne. Die Landgerichtsbarkeit wurde von der Herrschaft Weitra ausgeübt, die auch die Konskription besorgte. Laut Adressbuch von Österreich waren im Jahr 1938 in der Ortsgemeinde Spital ein Gastwirt, ein Gemischtwarenhändler, ein Holzgeräteerzeuger, ein Schmied, ein Tischler, zwei Wagner und einige Landwirte ansässig. Im Rahmen der Niederösterreichischen Kommunalstrukturverbesserung trat die damalige Ortsgemeinde Spital per 1. Jänner 1971 der Stadtgemeinde Weitra bei. Bis 1995 war die Pfarre der Malteserkommende Mailberg inkorporiert und wurde danach eine Weltpriesterpfarre der Diözese St. Pölten.

## Kultur und Sehenswürdigkeiten

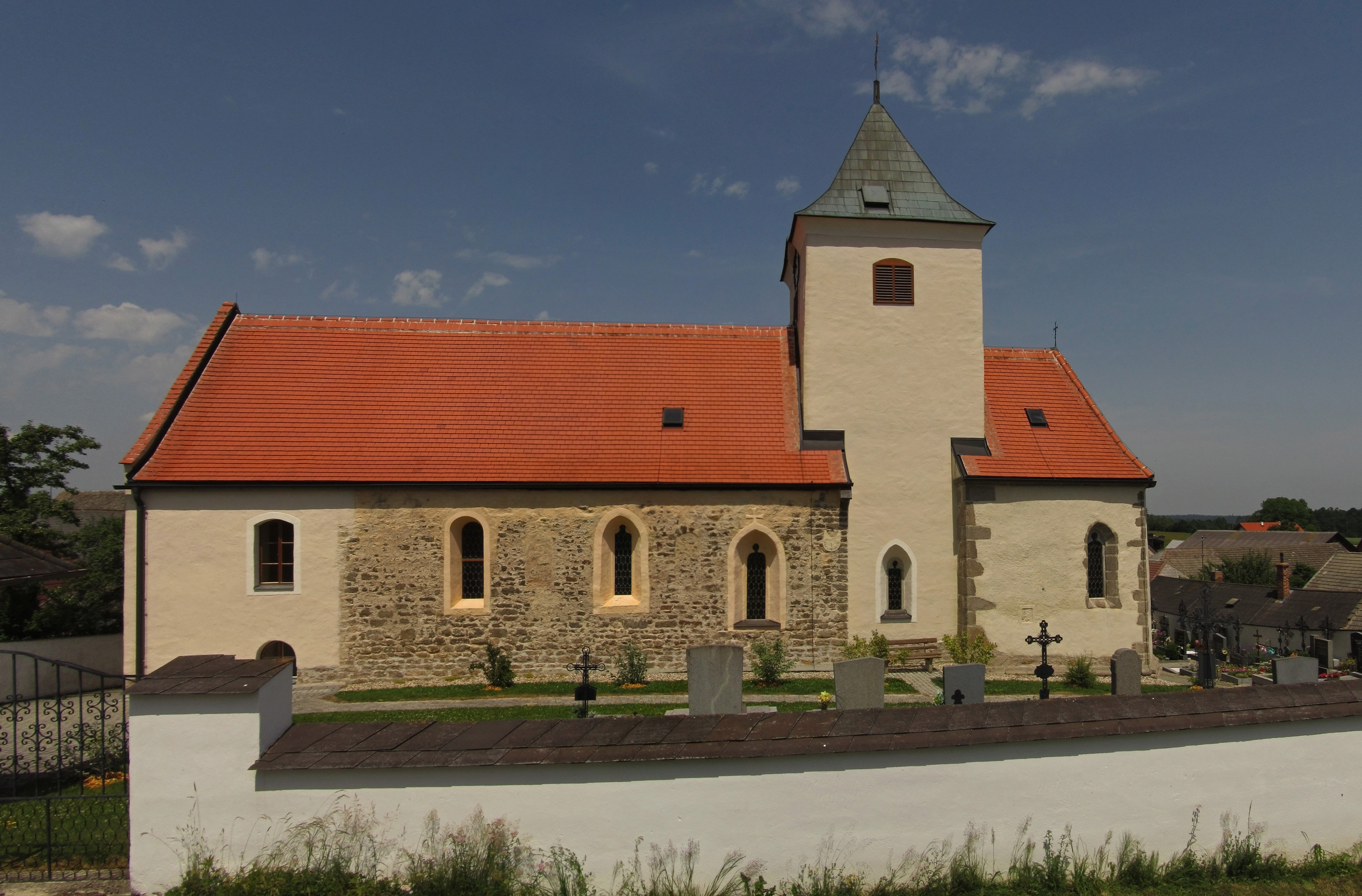
Pfarrkirche Spital bei Weitra

- Katholische Pfarrkirche Spital bei Weitra hl. Johannes der Täufer[5]

## Persönlichkeiten
- Inge Krenn, Autorin zahlreicher Kochbücher mit Rezepten aus dem Waldviertel wurde hier geboren.[6]
- Klara Hitler, Mutter des späteren Diktators Adolf Hitler. Sie wurde in Spital geboren, ebenso wie weitere Vorfahren Hitlers.